# St. Agnes (Scilly-Inseln)
St. Agnes (kornisch: Aganas) ist eine Insel der Scilly-Gruppe. Die 3,66 km² große Insel ist durch einen Tombolo mit der Nachbarinsel Gugh verbunden.

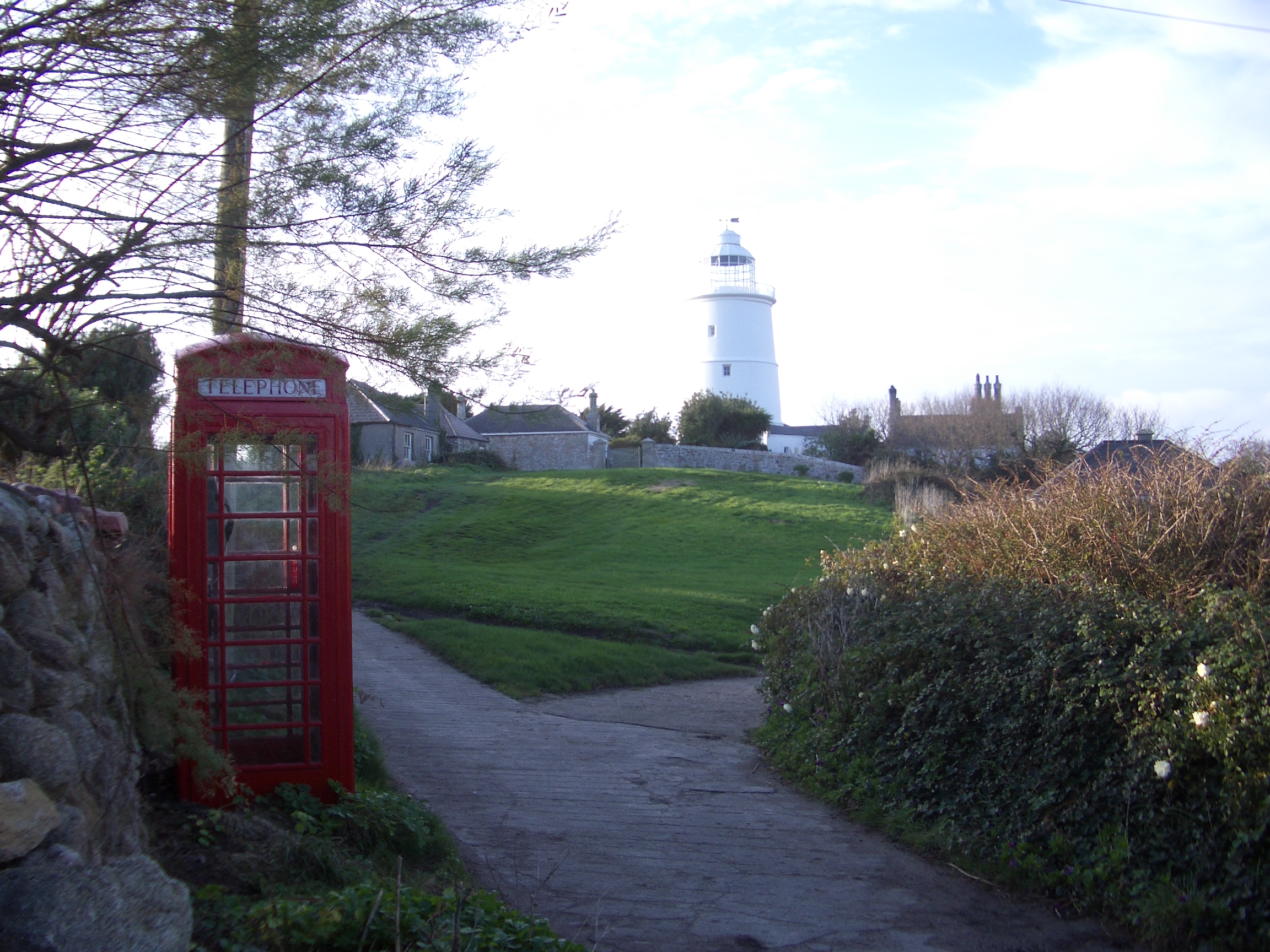
Der Leuchtturm von 1680

Bekanntestes Wahrzeichen von St. Agnes ist der 1680 durch das Trinity House errichtete etwa 23 m hohe Leuchtturm. Bis 1790 wurde er als einer der ältesten Leuchttürme Cornwalls mit Kohle befeuert, bevor er bis zu seiner Außerdienststellung 1911 ausschließlich mit Öl betrieben wurde. Seine Funktion übernimmt heute der Peninnis Lighthouse.
Weitere Wahrzeichen der Insel sind die Kirche St. Agnes, der Menhir Nag's Head und der Steinkreis Troytown Maze.
Die Bewohner von St. Agnes lebten früher von den Lotsendiensten, die sie für Schiffe, welche den Ärmelkanal befahren wollten, leisteten. Heute ist die wichtigste Einnahmequelle, neben dem Tourismus, die Kelp-Fischerei.

## Flora und Fauna
Etwa ein Viertel der Insel ist Site of Special Scientific Interest. Seltene Grasarten wie Ophioglossum lusitanicum, Poa infirma, Juncus gerardii und die Gewöhnliche Strandsimse wachsen hier. Daneben findet man Bodenfrüchtigen Klee, Gewöhnliche Natternzunge und Ophioglossum azoricum.
Insbesondere im Oktober kann man auf der Insel eine Vielzahl von Vögeln beobachten. Hierzu zählen Balkanlaubsänger, Keilschwanz-Regenpfeifer, Magnolien-Waldsänger, Rennvögel, Rotkopfwürger, Schlangenadler, Sperlinge, Uferwaldsänger und Zwergtrappen.